# Hugues de Bade-Sausenberg
Hugues de Bade-Sausenberg (mort en 1444) co-margrave de Bade-Hachberg-Sausenberg de 1441 à sa mort.

## Biographie
Hugues ou Hugo est le fils cadet du Margrave Guillaume de Bade-Sausenberg et de son épouse, Elisabeth de Montfort-Bregenz. À la suite de l'abdication en 1441 de leur père en leur faveur, il règne conjointement avec son frère ainé Rodolphe IV de Bade-Hachberg-Sausenberg.
Hugo meurt dès 1444, après trois ans de règne conjoint. Il n'a pas contracté d'union et ne laisse pas de descendant et son frère Rodolphe IV règne ensuite seul.